# Marc Popil·li Lenat (cònsol 173 aC)
Marc Popil·li Lenat (llatí: Marcus Popillius P. f. P. n. Laenas) va ser un magistrat romà del segle ii aC. Formava part de la gens Popíl·lia i era de la branca familiar d'origen plebeu dels Popil·li Lenat.
Va ser nomenat triumviri coloniae deducendae per establir una colònia prop de Pisae. L'any 176 aC era pretor i va obtenir la província de Sardenya, però va obtenir permís per quedar-se a Roma, i el comandament a Sardenya es va donar al propretor Marc Ebuci.
L'any 173 aC va ser elegit cònsol i enviat amb un exèrcit contra els lígurs muntanyesos, als que va derrotar en una disputada batalla, després de gran mortaldat. Els que es van poder escapar es van posar sota la clemència del general tot seguit, però van ser venuts com a esclaus i les seves ciutats incendiades i destruïdes. El senat, assabentat dels fets, va desaprovar els mètodes de Popil·li i va decretar la restitució de la llibertat als lígurs, tot i les furioses protestes de Lenat, i en la mesura del possible les seves propietats.
Popil·li no va acatar el decret i no va fer res per la seva execució i fins i tot va mantenir les seves ordres anteriors. Quan va tornar a Roma va ser cridat pel senat per respondre dels seus actes, però se'n va sortir sense càstig per la influència de la seva família. No obstant això, l'any 159 aC va obtenir la magistratura més honorable, la de censor, que va exercir amb rigor.